# Itaíba (ort)
Itaíba är en ort i Brasilien.   Den ligger i kommunen Itaíba och delstaten Pernambuco, i den östra delen av landet, 1 400 km nordost om huvudstaden Brasília. Itaíba ligger 481 meter över havet och antalet invånare är 13 864.
Terrängen runt Itaíba är platt söderut, men norrut är den kuperad. Det finns inga andra samhällen i närheten.
Omgivningarna runt Itaíba är huvudsakligen savann. Runt Itaíba är det ganska glesbefolkat, med 26 invånare per kvadratkilometer.